# 川上拙以
川上 拙以（かわかみ せつい 1901年5月1日 - 1976年12月3日）は、日本の日本画家。戦前は風景花鳥を得意としたが、戦後は人物画を多く描いた。

## 経歴
1901年（明治34年）愛媛県新居浜郡生まれ。京都市立絵画専門学校を卒業後、西山翠嶂に師事。1922年（大正11年）の第4回帝展から帝展に出品を続ける。
1934年（昭和9年）第15回帝展に出品した「幽香煎茗」は特選に選ばれた。
1936年（昭和11年）文展招待展には「清風聽声」を出品。京都市展、大阪市展などにもそれぞれ委員、無鑑査等により出品している。
第二次世界大戦後も、1950年（昭和25年）の第6回日展から出品を行っている。
1976年（昭和51年）12月3日、心筋梗塞により京都専売病院で死去。

## 家族
- 川上のぼる - 川上じゅん